# Ушенко Олександр Григорович
Олександр Григорович Ушенко (*29 серпня 1955)  — український  учений-оптик. Доктор фізико-математичних наук, професор. Академік АН ВШ України з 2010 р.

## Біографія
Народився  у м. Кіровоград. З 1962 р. по 1972 р. навчався у Чернівецькій середній школі № 3, яку закінчив із золотою медаллю. У 1972 р. вступив на кафедру оптики фізичного факультету Чернівецького державного університету, який закінчив у 1977 р. з червоним дипломом за спеціальністю «інженер-фізик-оптик». З 1977 р. працював на посаді техніка кафедри оптики. У 1978 р. переведений на посаду завідувача лабораторією цієї ж кафедри. З 1978 по 1984 р. працював старшим лаборантом кафедри кореляційної оптики. У 1983 р. захистив кандидатську дисертацію за спеціальністю 01.04.05 — оптика, лазерна фізика в Інституті фізики Академії наук Білорусі. У 1984–1988 рр. працював асистентом цієї ж кафедри. У 1988 р. вступив до докторантури, яку закінчив у 2001 р. У цьому ж році захистив докторську дисертацію за спеціальністю 01.04.05 — оптика, лазерна фізика у Чернівецькому національному університеті ім. Ю. Федьковича. З 2001 по 2004 р. працював професором кафедри кореляційної оптики. З 2004 р. працює завідувачем кафедри оптики і спектроскопії. У 2004 р. обраний на посаду проректора з наукової роботи Чернівецького національного університету ім. Ю. Федьковича.
Автор 13 монографій, понад 200 статей та 30 патентів. 
Підготував 1 доктора та 10 кандидатів наук. 